# IMessage
iMessage ist ein Instant-Messaging-Dienst von Apple, der unter iOS, iPadOS, macOS, watchOS und visionOS über die App Messages (Nachrichten) verfügbar ist. Der Dienst ist ausschließlich mit Apple-Produkten nutzbar und hat die SMS-Funktionen integriert.

## Geschichte
iMessage wurde am 6. Juni 2011 im Rahmen der WWDC-Tagung von Scott Forstall vorgestellt. Am 12. Oktober 2011, mit der Freigabe von iOS 5.0, wurde iMessage für jeden Nutzer dieser iOS-Version verfügbar. Seit der Veröffentlichung von OS X Mountain Lion 10.8 ist iMessage auch auf dem Macintosh verfügbar.
Im Jahr 2016 wurden mit Einführung von iOS 10 weitreichende Veränderungen – wie die Möglichkeit, nun innerhalb des Chats ein Spiel zu spielen oder Sticker anzukleben – hinzugefügt. Spiele und Sticker können aus dem eigenen App Store geladen werden oder werden bei der Installation von Apps automatisch mitinstalliert. Geld kann über ApplePay Cash gesendet werden.
Mit dem Update auf iOS 14 werden Nutzer weitere Funktionen, wie das Antworten auf Nachrichten, ähnlich wie bei den Konkurrenten WhatsApp oder Signal, hinzugefügt.
Eine Plattform-übergreifende Integration zu anderen Betriebssystemen (insbesondere Android) wurde bereits im Jahr 2013 auf Führungsebene von Apple diskutiert, jedoch verworfen, um das Alleinstellungsmerkmal von iOS nicht zu eliminieren.

“In 2016, when a former Apple employee commented that "the #1 most difficult [reason] to leave the Apple universe app is iMessage … iMessage amounts to serious lock-in" to the Apple ecosystem, Mr. Schiller commented that ‘moving iMessage to Android will hurt us more than help us, this email illustrates why’.”

Am 13. Juni 2016 kündigte Apple die Erweiterung des iMessage-Dienstes um Apps an, die über die Messages-Apps zugänglich sind. Apps können innerhalb von iMessage-Konversationen Inhalte erstellen und teilen, Sticker hinzufügen, Zahlungen vornehmen und vieles mehr, ohne zu eigenständigen Apps wechseln zu müssen. Man könnte eigenständige iMessage-Apps oder eine Erweiterung für bestehende iOS-Apps entwickeln. Publisher können auch eigenständige Sticker-Apps erstellen, ohne Code zu schreiben. Laut Sensor Tower, einem Datenunternehmen, das „App Store Optimization (ASO)“ anbietet, gibt es im iMessage App Store seit März 2017 fast 5.000 Message-fähige Apps.
Auf der WWDC 2020-Keynote am 22. Juni 2020 gab Apple eine Vorschau auf die nächste Version seines macOS-Betriebssystems, deren Veröffentlichung für Ende 2020 geplant ist. Big Sur wurde mit einer neu gestalteten Version von Messages ausgeliefert, mit Funktionen, die bisher nur auf iOS-Geräten verfügbar waren, wie Nachrichteneffekte, Memoji, Sticker und Standortfreigabe.
Auf der WWDC 2020 Keynote am 22. Juni 2020 gab Apple eine Vorschau auf die nächste Version seines Betriebssystems macOS, die Ende 2020 erscheinen soll. Big Sur wurde mit einer neu gestalteten Version von Messages ausgeliefert, mit Funktionen, die bisher nur auf iOS-Geräten verfügbar waren, wie Nachrichteneffekte, Memoji, Sticker und Standortfreigabe.
Am 21. Februar 2024 kündigte Apple an, das iMessage-Protokoll mit einem neuen Post-Quantum-Kryptographie-Protokoll (PQC) namens „PQ3“ zu aktualisieren. Apple erklärte, dass es zwar noch keine Quantencomputer gebe, man aber die Risiken zukünftiger Quantencomputer und sogenannter „Harvest now, decrypt later“-Angriffsszenarien mindern wolle. Apple ist überzeugt, dass seine PQ3-Implementierung einen Schutz bietet, der den aller anderen weitverbreiteten Messaging-Apps übertrifft.
Da es laut Apple keinen Standard für die Sicherheitseigenschaften von Messaging-Sicherheitsstufen gibt, der einen einfachen Vergleich ermöglicht, hat Apple beschlossen, eigene Definitionen zu erstellen, die aus vier Stufen zwischen 0 und 3 bestehen. Auf dieser Skala erreicht das PQ3-Protokoll von Apple das, was Apple als „Sicherheitsstufe 3“ bezeichnet. Das Hauptunterscheidungsmerkmal von PQ3 im Vergleich zu anderen PQC-Protokollen besteht darin, dass PQ3 eine fortlaufende Verschlüsselung verwendet. Apple führte PQ3 mit der Veröffentlichung von iOS 17.4, iPadOS 17.4, macOS 14.4 und watchOS 10.4 ein und erklärte, dass „iMessage-Konversationen zwischen Geräten, die PQ3 unterstützen, automatisch auf das Post-Quantum-Verschlüsselungsprotokoll umgestellt werden“ und PQ3 „das bestehende Protokoll in allen unterstützten Konversationen [im Jahr 2024] vollständig ersetzen wird“.
Mit iOS 18.3 hat Apple den modernen Kommunikationsstandard RCS (Rich Communication Services) in die Nachrichten-App integriert. RCS bietet Funktionen wie Lesebestätigungen, Tippanzeigen, den Versand von hochauflösenden Bildern und Videos sowie eine verbesserte Sicherheit. Diese Funktionen stehen nun auch bei der Kommunikation zwischen iPhones und Android-Geräten zur Verfügung, sofern beide Seiten RCS unterstützen. Die Entscheidung zur Einführung von RCS wurde maßgeblich durch regulatorische Entwicklungen in China beeinflusst. Im Jahr 2023 begann das chinesische Ministerium für Industrie und Informationstechnologie mit der Ausarbeitung von Vorschriften, die vorschreiben, dass alle neuen 5G-Geräte RCS unterstützen müssen, um eine Zulassung im Land zu erhalten. Da China einen bedeutenden Markt für Apple darstellt, war das Unternehmen faktisch gezwungen, RCS zu implementieren, um weiterhin iPhones in China verkaufen zu können. Obwohl Apple zuvor Bedenken hinsichtlich der Sicherheit von RCS geäußert hatte, insbesondere wegen des fehlenden End-to-End-Verschlüsselungsschutzes, entschied sich das Unternehmen, RCS zu unterstützen. Zukünftige Updates sollen jedoch eine Ende-zu-Ende-Verschlüsselung für RCS-Nachrichten einführen, um den Datenschutz zu verbessern. Mit der Einführung von RCS reagiert Apple somit auf internationale regulatorische Anforderungen, insbesondere aus China, und verbessert gleichzeitig die plattformübergreifende Kommunikation zwischen iOS- und Android-Geräten.
Mit iOS 18 hat Apple iMessage in Design und Funktion erweitert. Nutzer können nun beliebige Emojis und Sticker als Reaktionen auf Nachrichten verwenden, anstelle der bisherigen sechs Symbole. Zusätzlich wurden neue Texteffekte eingeführt, die einzelne Wörter animiert darstellen, etwa durch Wackeln oder Pulsieren. Das Design der Sprechblasen wurde dezent überarbeitet, insbesondere hinsichtlich Form und Animation. Erstmals ist auch der Versand von Nachrichten über Satellit möglich, sofern keine Mobilfunk- oder WLAN-Verbindung besteht; diese Funktion ist ab den iPhone 13-Modellen und neuer beschränkt und ist Ende-zu-Ende verschlüsselt. Darüber hinaus wurden die Suchfunktion verbessert und Antworten in Gruppenchats übersichtlicher dargestellt.

## Gesetz über digitale Märkte
Hauptartikel: Gesetz über digitale Märkte
Im Jahr 2022 wurde iMessage in eine Liste potenzieller „Gatekeeper-Dienste“ aufgenommen, die durch eine neue Gesetzgebung in der Europäischen Union reguliert werden sollten. Dies hätte vorausgesetzt, dass iMessage mit anderen Messaging-Diensten interoperabel ist, die entweder eine bestimmte Anzahl von Nutzern bedienen oder signifikante Einnahmen generieren. Im September 2023 berichtete die Financial Times unter Berufung auf zwei Quellen mit direkter Kenntnis der Angelegenheit, dass Apple gegen die Aufnahme von iMessage mit der Begründung Einspruch eingelegt habe, dass die iMessage-Nutzerbasis in Europa nicht groß genug sei, um die Einstufung von iMessage als Gatekeeper-Dienst zu rechtfertigen. Im Dezember 2023 berichteten mehrere Medien, dass der Einspruch erfolgreich war. Bloomberg spekulierte, dass diese „vorläufige“ Entscheidung getroffen wurde, weil die Nutzerbasis von iMessage zwar groß genug ist, um sich zu qualifizieren, der Dienst aber speziell bei Unternehmen nicht beliebt genug ist.
Diese gerüchteweise vorläufige Entscheidung wurde später am 13. Februar 2024 formalisiert, als die Europäische Kommission bekannt gab, dass sie entschieden hat, dass iMessage zusammen mit Bing, Edge und Microsoft Advertising nicht als Gatekeeper-Dienste eingestuft werden kann. Die Europäische Kommission ging nicht näher auf ihre Entscheidung ein, sondern erklärte lediglich, dass sie das Ergebnis „einer gründlichen Bewertung aller Argumente unter Berücksichtigung der Beiträge der relevanten Interessengruppen und nach Anhörung des beratenden Ausschusses für digitale Märkte“ sei. „Obwohl die Europäische Kommission keine Einzelheiten zu ihrer Entscheidung nannte, spekulierten mehrere Medien, dass die Entscheidung tatsächlich darauf beruhte, dass iMessage nicht den Schwellenwert erreicht, der für die Einstufung als Gatekeeper-Dienst erforderlich ist, wie im Vorjahr berichtet wurde.“

Dies bedeutete letztlich, dass Apple iMessage nicht mit anderen Messaging-Diensten interoperabel sein und sich auch nicht an die anderen DMA-Vorschriften halten musste, soweit sie iMessage betrafen.

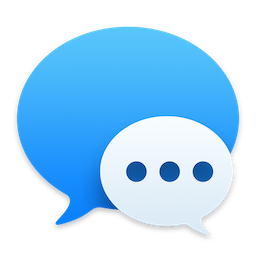
Altes iMessage Logo (MacOS)

## Funktionalität
iMessage erlaubt es, zwischen zwei oder mehr Geräten mit iOS, iPadOS, macOS, watchOS und visionOS Textnachrichten, Bilder, Videos, Kontakte und andere Dateien auszutauschen. Das Senden und Empfangen der Nachrichten geschieht über das Internet (WLAN oder Mobilfunk) und ist mit den Kosten für die Datenübertragung abgegolten. Im Gegensatz zu SMS oder MMS fallen keine Gebühren für einzelne Nachrichten an.
Endgeräte mit iOS, iPadOS und visionOS können bis zu 10 MB große Nachrichten senden und empfangen, unter macOS beträgt die Grenze 100 MB. Im Zuge der Registrierung für den iMessage-Dienst wird der Apple Account des Nutzers bzw. dessen Telefonnummer verwendet. Für die erstmalige Aktivierung auf dem iPhone wird eine SMS an einen zentralen Server mit einer Telefonnummer in Großbritannien verschickt. Hierfür fallen einmalig Kosten an, die meist nur im Ausland auf der Rechnung des Nutzers erscheinen, da im Inland die Mobilfunkanbieter den Kunden die Registrierung kostenlos ermöglichen.
Nutzer von iMessage können sowohl unter ihrem Apple Account als auch ihrer Telefonnummer angeschrieben werden. Mit iOS 6 wurde die Möglichkeit eingeführt, Nachrichten unabhängig von der gewählten Variante zwischen allen Geräten zu synchronisieren, sodass z. B. auch an die Telefonnummer gesendete Mitteilungen auf einem Macintosh-Computer erscheinen. Nachrichten über iMessage können mit der jeweiligen Nachrichten-App (Messages) in iOS und macOS versendet und empfangen werden. Damit eine Unterscheidung zwischen kostenpflichtiger SMS/MMS und kostenloser iMessage möglich ist, werden letztere farblich markiert (blau). Sofern die Nutzung von iMessage nicht möglich ist, weil das jeweilige Endgerät momentan keinen Zugang zum Internet hat, wechseln iPhone-Endgeräte automatisch zur Übertragung einer Mitteilung als klassische SMS/MMS (grün), sofern der iPhone-Nutzer dem Übertragungswechsel zur SMS/MMS im iPhone zugestimmt hat.
Nutzer können sehen, ob der Gesprächspartner im Moment eine Antwort schreibt. Für gesendete Nachrichten wird angezeigt, ob sie erfolgreich zugestellt und ob sie gelesen wurden. Letzteres setzt voraus, dass der Empfänger dies erst aktiviert. Über versendete, aber nicht zugestellte Nachrichten wird der Absender durch ein rotes Ausrufezeichen neben der Nachricht informiert; eine Zustellung zu einem späteren Zeitpunkt findet nicht automatisch statt. Solange eine Nachricht nicht als iMessage versendet wurde, hat der Anwender unter iOS die Möglichkeit, sie nachträglich als SMS zu verschicken, indem er einige Sekunden auf die Nachricht tippt und dann die Option „Als SMS senden“ wählt.
Mit der Einführung von iOS 14 und macOS 11 Big Sur erhalten Nutzer eine Vielzahl von Funktionen wie die Möglichkeit, einzelne Konversationen anzuheften, andere Nutzer zu erwähnen, ein Bild für Gruppenunterhaltungen festzulegen und Inline-Antworten zu senden. Ferner wurden weitere Funktionen aus der Nachrichten-App auf iOS und iPadOS in ihr macOS-Pendant portiert.
Mit der Einführung von iOS 15.2 fügte Apple die automatische Unschärfe von Fotos hinzu, die explizite Bilder enthalten und an minderjährige Nutzer gesendet werden. Die Funktion basiert auf dem Scannen der Fotos auf dem Gerät und kann optional so eingestellt werden, dass die Eltern des minderjährigen Nutzers alarmiert werden, wenn explizites Material empfangen wird. Die Funktion wurde ursprünglich nur in den USA eingeführt und später auf Großbritannien, Kanada, Australien und Neuseeland ausgeweitet. Für den Rest der Welt bleibt die Funktion regional beschränkt.
Mit der Einführung von iOS 16 fügte Apple die Möglichkeit hinzu, gesendete iMessages zu bearbeiten und abzubrechen. Nutzer können eine iMessage bis zu 2 Minuten nach dem Versenden rückgängig machen und sie bis zu 15 Minuten lang bearbeiten. Außerdem können Nutzer gelöschte Nachrichten bis zu 30 Tage lang wiederherstellen.

## Technik
Scott Forstall äußerte während der Vorstellung von iMessage, der Dienst baue auf Apples Push-Benachrichtigungssystem auf. Nach Aussagen des Apple-Blogs Apple Insider baut iMessage auf dem XMPP-Protokoll PubSub (Publish and Subscribe) auf, genau wie die Pushbenachrichtigungen.
Mit iOS 5 hat Apple mithilfe von PubSub die Push-, iMessage- und FaceTime-Benachrichtigungen in einem einheitlichen System untergebracht. Das bringt auch den Vorteil mit sich, dass nur eine einzige Verbindung zum Server aufrechterhalten werden muss.
Apple gibt an, dass die gesamte Kommunikation über iMessage mit einem 128 Bit starken AES-Schlüssel Ende-zu-Ende-verschlüsselt erfolgt. Da Apple die Funktionsweise von iMessage bisher nicht vollständig offengelegt hat, konnte die Sicherheit bisher nicht von unabhängigen Wissenschaftlern überprüft werden.

## Sonstiges
Der Funknetzbetreiber e*Message, der unter anderem den E*Cityruf anbietet, wehrte sich 2018 in einem Verfahren vor dem Landgericht Braunschweig gegen Apple. Das Unternehmen sah eine Verwechslungsgefahr mit dem Kurznachrichtendienst iMessage. E*Message nutzt seine Marke seit dem Jahr 2000, Apple brachte das Produkt iMessage erst 2011 auf den Markt. E*Message wollte erreichen, dass Apple den Namen iMessage nicht für professionelle Anwendungen verwendet. Im November 2018 wies das Landgericht Braunschweig die Klage ab. Als Begründung wurde angegeben, dass das „E“ vor „Message“ einfach nur Electronic bedeute und Produktbezeichnungen, welche ein „E“ zugefügt bekommen, wie eBook, nicht schutzfähig seien. Außerdem schließt der unterschiedliche Klang der ausgesprochenen Buchstaben – das E wird als „i“ ausgesprochen und das I wie ein „ai“ – eine Verwechslung der beiden Namen aus.